# Gilbert Coghe
Gilbert Coghe (Westrozebeke, 30 november 1947) is een Vlaams schrijver.

## Levensloop
Hij is de oudste van de zes kinderen van Oscar Coghe (Staden) en Antoinette Vandamme (Westrozebeke). Hij is getrouwd met en het echtpaar heeft drie kinderen. 
Na kleuter- en lager onderwijs in Westrozebeke vervolgde hij met drie jaar middelbare school in Roeselare en vier jaar aan de normaalschool in Torhout.
Eenmaal gediplomeerd werd hij in 1966 onderwijzer aan de Sint-Jozefsschool in Roeselare en hij bleef aan deze school verbonden voor zijn hele loopbaan. Hij was er leerkracht in het eerste studiejaar, tot hij in 1980 tot directeur werd bevorderd. Hij ging met pensioen in 2003.
Daarnaast was Coghe literair actief, voornamelijk als dichter. Zijn eerste gedichten publiceerde hij in de tijdschriften Yang en Vlaanderen. Verder publiceerde hij in Poëziekrant, 't Kofschip en Dietsche Warande & Belfort.
Een van zijn gedichten getiteld Niets blijft duren kreeg bekendheid. Jan Van Rompaey sloot er in 1993 zijn programma Alles gaat voorbij mee af. Het gedicht is vaak gebruikt en geciteerd, onder meer op doodsprentjes.
Naast vijf gedichtenbundels publiceerde Coghe ook de geschiedenis van twee Roeselaarse scholen, een toeristische brochure, twee verhalen over zijn eigen familie, enz. 
Hij was secretaris van het Arteveldecomité Westrozebeke en werkte mee aan de Arteveldefeesten (1982), de Spillebeenfeesten (1992) en de viering van kunstenaar Frans Corneillie (1997). Hij zette zich ook actief in voor het behoud van het dorpsleven. Hij was bestuurslid en later voorzitter (2000-2003) van het museum Het Gebied van Staden en hij organiseerde in samenwerking met het gemeentebestuur tentoonstellingen onder meer over Guido Gezelle, Roger Noyez en Philemon Sabbe. 

## Publicaties

### Poëzie
- Seizoenen lezen, Poelkapelle, 1975.
- Vele huizen heb ik bewoond, Rumbeke, 1978.
- Gevoelig is mijn huid, gedichten 1978-1982, Rumbeke, 1983.
- Wij zwijgen ook dezelfde woorden, gedichten 1983-1988, Rumbeke, 1989.
- Klaprozen smaken naar zomer en dood, gedichten 1989-1997, Rumbeke, 1998.
- Alles is gezegd? : een keuze uit de gedichten 1969-2004, Antwerpen, C. de Vries-Brouwers, 2009.
- Een blauwe doorkijk naar de hemel, Antwerpen, C. de Vries-Brouwers, 2017.

niets blijft duren
niets blijft duren:
niet de vuren
niet de muren
van het ouderlijk huis

niet de kinderen in de straat
niet de vrienden 's avonds laat

niet de tuin in stille pracht
niet mijn zoon die gretig lacht

niet de vogels in de bomen
niet de dag die nog moet komen

niets blijft duren:
tenzij
die onrust diep in mij
dat onophoudelijk geruis.

### Proza
- De Slag van Westrozebeke, evocatie, 1982.
- 50 jaar Sint-Jozefsschool 1937-1987 te Roeselare, Roeselare, Sint-Jozefsschool, 1988.
- 50 jaar Sint-Elisabethschool 1939-1989 te Roeselare, Roeselare, Sint-Elisabethschool, 1990.
- Gids doorheen de familie Coghe–Geeraerd, Rumbeke, 1991.
- Frans Corneillie 60, monografie, Rumbeke, 1997.
- Staden, Oostnieuwkerke, Westrozebeke, toeristische brochure, Rumbeke, 1999.
- Gids doorheen de familie Vanelslander–Vandaele, Rumbeke, 2000.
- De Sint-Jozefsparochie te Roeselare (deel 1), Roeselare, 2002.
- Gilbert Coghe, een loopbaan in het onderwijs (1966-2003), herinneringen, Rumbeke, 2003.
- Het kerkhof van Westrozebeke, Rumbeke, 2005.
- De Sint-Bavokerk van Westrozebeke, Rumbeke, 2008.
- Westrozebekenaars in de tweede wereldoorlog, Rumbeke, 2010.
- De Mariaverering te Westrozebeke, Rumbeke, 2013.
- Westrozebeke(naars) in de Eerste Wereldoorlog . Heel Westrozebeke op de vlucht!, Rumbeke, 2014.
- Het klooster en de Zusters van Westrozebeke Rumbeke, 2018.
- Westrozebeke(naars) en de Eerste Wereldoorlog: Leven en dood in oorlogstijd/ Het dorp herrijst uit het puin. Rumbeke, 2018.
- Van Aardenplasstraat tot Zeveneeckebosstraat. Westrozebeekse straat- en wijknamen van A tot Z. Rumbeke, 2023.